# Vincenzo Salemme
Vincenzo Salemme (Bacoli, 24 luglio 1957) è un attore, drammaturgo, comico,  commediografo, regista, sceneggiatore e scrittore italiano.

## Biografia
È il secondo dei quattro figli di Enzo Maria Salemme, avvocato, e Clotilde Di Meo, insegnante. I suoi fratelli Antonio e Stefano hanno seguito le orme paterne, mentre l'altro fratello, Ernesto, è insegnante di latino.
Si diploma presso il liceo classico "Umberto I" di Napoli, per poi iscriversi alla facoltà di Lettere e Filosofia presso l'Università Federico II che poi abbandona dopo aver dato 3 esami. Nel 1976 è stato scritturato dalla compagnia teatrale di Tato Russo e ha debuttato come attore nella commedia Ballata e morte di un capitano del popolo, tratta da un romanzo di Luigi Compagnone. Nel 1977 si è trasferito a Roma ed è entrato a far parte della compagnia di Eduardo De Filippo. Con la compagnia di De Filippo ha partecipato a Quei figuri di tanti anni fa, come comparsa, Il cilindro, Il contratto e Il sindaco del rione Sanità che sono state poi trasmesse da Rai Uno tra il 1978 e il 1979.
La collaborazione con la compagnia di Eduardo De Filippo è continuata fino al 1984 (anno della morte di Eduardo) e proseguita poi con il figlio, Luca De Filippo, fino al 1992. In un'intervista del 2018, Salemme ha ricordato di come De Filippo gli abbia insegnato ad "italianizzare" le parole in napoletano per rendere le esibizioni nel resto d'Italia comprensibili a tutti.
Nel 1990 ha formato l'associazione culturale E.T., per tentare di mettersi in proprio, formando una propria realtà teatrale. Il debutto è avvenuto al Teatro dell'Orologio di Roma con lo spettacolo Sogni, bisogni, incubi e risvegli, pièce formata da due atti unici: Buonanotte e Il signor Colpodigenio. Il successo sarà tale da permettergli la formazione di una compagnia professionale, la Chi è di scena.
Il 1991 è l'anno di A chi figli, a chi figliastri, spettacolo contenente L'amico del cuore, Telefono azzurro e Passacantando. La prima commedia darà vita a uno dei suoi film più noti. Passacantando invece è un monologo realizzato tramite una raccolta di storie al femminile scritte da Salemme. L'anno successivo è stata la volta di Lo strano caso di Felice C., da cui trarrà Cose da pazzi, altra pellicola di successo. La commedia era stata scritta nel 1989, anno della caduta del Muro di Berlino e cercava di racchiudere quel disagio psichico causato dal crollo delle certezze di tutti i comunisti dell'epoca.

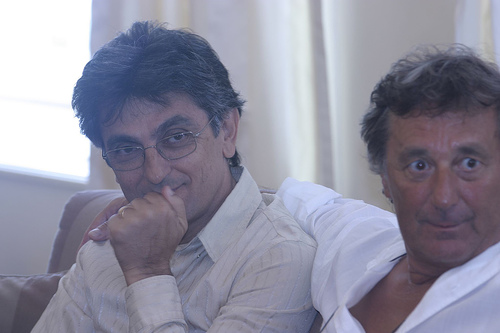
Vincenzo Salemme con Enzo Iacchetti nel 2007

L'anno successivo è la volta di La gente vuole ridere, al quale partecipano Stefano Sarcinelli e Francesco Paolantoni. Oltre a essere un omaggio alla vita teatrale, Salemme ha ripreso un tema tipico del suo maestro Eduardo, il confine tra sogno e realtà. Il successo sarà tale da portare a una ripresa diversi anni dopo, nel 2005, con La gente vuole ridere... ancora. È dello stesso anno Passerotti o pipistrelli. Con quest'opera usa il mezzo dell'handicap per approfondire i disagi umani.
Scrive infatti Paolo Petroni del Corriere della Sera: «Anche questo Passerotti o pipistrelli, insomma, ripropone un modo di fare commedia con un occhio alla realtà». Anche quest'opera avrà una trasposizione cinematografica: A ruota libera. Passerotti o pipistrelli rientrerà l'anno successivo, nel 1994, nello spettacolo Fatti unici per atti comici assieme a L'ultimo desiderio, altro atto unico che per trama e stile ricorda molto L'amico del cuore. Il tema che lega i due atti unici è quello dell'amicizia. In questo stesso anno Salemme ha debuttato al Festival di Benevento recitando nella commedia Galantuomo e cafone di Biagio Belfiore, diretto da Giancarlo Sammartano. Il 1995 è l'anno del gran successo con ... e fuori nevica, nata da un'idea di Enzo Iacchetti. Nel 1996 ha scritto per Giobbe Covatta e Francesco Paolantoni Io&Lui.
L'opera attinge a un repertorio diverso, come nota Paolo Petroni, cercando di porsi in continuità con la tradizione farsesca napoletana. È dello stesso anno Fiori di ictus per Cetty Sommella con la regia di Maurizio Casagrande. L'indagine concerne di nuovo il mondo femminile usando come delicato mezzo d'indagine il tradimento. L'opera nel 2006 con Passacantando diverrà un unico spettacolo, 'E femmene, titolo di un brano di Salemme, colonna sonora del film Ho visto le stelle. Nello stesso anno ha scritto con Marisa Laurito Pazza d'amore. Attraverso le confessioni di una donna che parla con la defunta madre si mettono in scena tutti i dubbi, i fallimenti e le perplessità della vita. Nel 1997 L'amico del cuore diverrà spettacolo completo. Nello stesso anno ha messo in scena un altro gran successo: Premiata Pasticceria Bellavista, il testo indaga, senza troppi complimenti, la pochezza morale che si nasconde dietro al perbenismo borghese.
Nel 1999 ha inscenato Di mamma ce n'è una sola. Nel 2001 ha realizzato Faccio a pezzi il teatro, mettendo in scena spezzoni delle sue opere.
Vincenzo Salemme ha recitato in diversi film: il suo esordio è avvenuto negli anni ottanta, quando il regista Nanni Moretti gli ha affidato ruoli nei film: Sogni d'oro, Bianca e La messa è finita. Nel 1989 ha partecipato al film C'è posto per tutti, per la regia di Giancarlo Planta. Altri film in cui ha recitato sono Isotta di Maurizio Fiume, Il tuffo di Massimo Martella, Baciami piccina di Roberto Cimpanelli, Olé di Carlo Vanzina, Ex di Fausto Brizzi, Baarìa di Giuseppe Tornatore, La vita è una cosa meravigliosa di Carlo Vanzina e A Natale mi sposo di Paolo Costella.

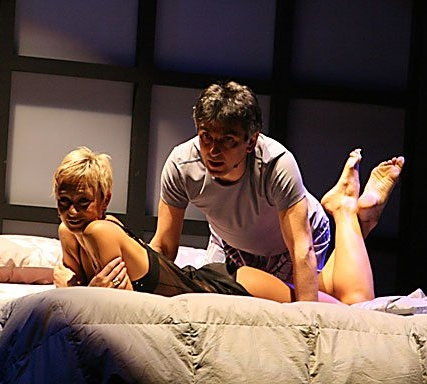
Vincenzo Salemme e Biancamaria Lelli in Bello di papà (2006)

Nel 1998 è uscito il primo film da lui diretto, L'amico del cuore. La pellicola, uscita nelle sale cinematografiche nel dicembre 1998, ha incassato dieci miliardi di lire. Altri film diretti da lui sono Amore a prima vista (1999), A ruota libera (2000), Volesse il cielo! (2002), Ho visto le stelle! (2003), Cose da pazzi (2005), SMS - Sotto mentite spoglie (2007) e No Problem (2008). Famose sono molte sue commedie teatrali: ...E fuori nevica, Passerotti o pipistrelli?, Premiata pasticceria Bellavista, Faccio a pezzi il teatro!, Lo strano caso di Felice C., Bello di papà. È stato anche protagonista di due show televisivi: Famiglia Salemme Show (2006) e Da Nord a Sud... e ho detto tutto! (2009), entrambi andati in onda su Rai Uno.
Nel 2014 è ritornato alla regia con ...e fuori nevica! e nello stesso anno ha preso parte al film di Natale Ma tu di che segno 6?, con Massimo Boldi e Gigi Proietti per la regia di Neri Parenti. Nel 2016 ha diretto Se mi lasci non vale che lo vede protagonista con Paolo Calabresi, Carlo Buccirosso, Tosca D'Aquino e Serena Autieri.
Sempre nel corso del 2016 è stato protagonista del film Prima di lunedì, recitando accanto a Fabio Troiano e Martina Stella.
Nel 2017 ha partecipato al film drammatico Il contagio ed è stato protagonista di Caccia al tesoro, diretto da Carlo Vanzina e con, tra gli altri, Carlo Buccirosso e Max Tortora. Dal 2018 è stato fra i giurati di Tale e Quale Show, trasmissione del venerdì sera di Rai 1; ha ricoperto tale ruolo anche nelle edizioni del 2019 e 2020. Sempre nel 2018 ha diretto e interpretato Una festa esagerata, tratto dall'omonima commedia teatrale. Nel dicembre 2019 è stato protagonista dello show televisivo Salemme - Il bello... della diretta!, andato in onda su Rai 2 in tre puntate con la rappresentazione delle commedie Di mamma ce n'è una sola l'11 dicembre, Sogni e bisogni il 18 dicembre e Una festa esagerata il 25 dicembre.
Il 6 novembre 2020 ha condotto la seconda puntata di Tale e quale show - Il torneo insieme a Giorgio Panariello, Loretta Goggi e Gabriele Cirilli per l'assenza di Carlo Conti, ricoverato in ospedale causa COVID-19. Il 7 ottobre 2021 è uscito al cinema il suo nuovo film Con tutto il cuore. A novembre dello stesso anno è ripartito in tour con il suo spettacolo teatrale Napoletano? E famme 'na pizza! che nella primavera del 2023 porta in televisione su Rai 2.
Nello stesso anno, a partire da ottobre, riporta in scena uno dei più grandi classici del teatro eduardiano, Natale in casa Cupiello, nel quale ricopre il ruolo di regista e protagonista, interpretando Luca Cupiello: lo spettacolo, proposto in molti teatri italiani, ottiene un incredibile successo tanto che, nel 2024, viene scelto per aprire la stagione autunnale al Teatro Diana di Napoli; inoltre la versione teatrale del capolavoro di Eduardo proposta da Salemme viene trasmessa su Rai 1 il 26 dicembre 2024 vincendo la sfida degli ascolti con il 20,54% di share e oltre 3 milioni di telespettatori.
Il 2025 è invece dedicato alla sua commedia teatrale Ogni promessa è debito, portata in tour nei teatri e in alcuni eventi estivi.

## Filmografia

### Attore

#### Cinema
- Sogni d'oro, regia di Nanni Moretti (1981)
- Bianca, regia di Nanni Moretti (1984)
- La messa è finita, regia di Nanni Moretti (1985)
- C'è posto per tutti, regia di Giancarlo Planta (1990)
- Morte di un matematico napoletano, regia di Mario Martone (1992)
- Il tuffo, regia di Massimo Martella (1993)
- Isotta, regia di Maurizio Fiume (1996)
- L'amico del cuore, regia di Vincenzo Salemme (1998)
- Amore a prima vista, regia di Vincenzo Salemme (1999)
- Faccia di Picasso, regia di Massimo Ceccherini (2000) - cameo
- A ruota libera, regia di Vincenzo Salemme (2000)
- Volesse il cielo!, regia di Vincenzo Salemme (2002)
- Ho visto le stelle!, regia di Vincenzo Salemme (2003)
- Cose da pazzi, regia di Vincenzo Salemme (2005)
- Olé, regia di Carlo Vanzina (2006)
- Baciami piccina, regia di Roberto Cimpanelli (2006)
- SMS - Sotto mentite spoglie, regia di Vincenzo Salemme (2007)
- No problem, regia di Vincenzo Salemme (2008)
- Ex, regia di Fausto Brizzi (2009)
- Baarìa, regia di Giuseppe Tornatore (2009)
- La vita è una cosa meravigliosa, regia di Carlo Vanzina (2010)
- A Natale mi sposo, regia di Paolo Costella (2010)
- Senza arte né parte, regia di Giovanni Albanese (2011)
- Baciato dalla fortuna, regia di Paolo Costella (2011)
- Ex - Amici come prima!, regia di Carlo Vanzina (2011)
- Lezioni di cioccolato 2, regia di Alessio Maria Federici (2011)
- Il fidanzamento di mia madre, regia di Gaia Gorrini - cortometraggio (2011)
- 10 regole per fare innamorare, regia di Cristiano Bortone (2012)
- Buona giornata, regia di Carlo Vanzina (2012)
- Una donna per la vita, regia di Maurizio Casagrande (2012) - cameo
- Mai Stati Uniti, regia Carlo Vanzina (2013)
- Sapore di te, regia di Carlo Vanzina (2014)
- ...E fuori nevica, regia di Vincenzo Salemme (2014)
- Ma tu di che segno 6?, regia di Neri Parenti (2014)
- Se mi lasci non vale, regia di Vincenzo Salemme (2016)
- Prima di lunedì, regia di Massimo Cappelli (2016)
- Non si ruba a casa dei ladri, regia di Carlo Vanzina (2016)
- Caccia al tesoro, regia di Carlo Vanzina (2017)
- Il contagio, regia di Matteo Botrugno e Daniele Coluccini (2017)
- Una festa esagerata, regia di Vincenzo Salemme (2018)
- Vengo anch'io, regia di Nuzzo e Di Biase (2018) - cameo
- Se son rose, regia di Leonardo Pieraccioni (2018) - cameo
- Compromessi sposi, regia di Francesco Miccichè (2019)
- 7 ore per farti innamorare, regia di Giampaolo Morelli (2020)
- È per il tuo bene, regia di Rolando Ravello (2020)
- Con tutto il cuore, regia di Vincenzo Salemme (2021)
- I fratelli De Filippo, regia di Sergio Rubini (2021)
- Il sesso degli angeli, regia di Leonardo Pieraccioni (2022)
- La guerra dei nonni, regia di Gianluca Ansanelli (2023)

#### Televisione
- Il cilindro, regia di Eduardo De Filippo (1978) – film TV
- Un'isola, regia di Carlo Lizzani – film TV (1986)
- Un siciliano in Sicilia, regia di Pino Passalacqua – miniserie TV (1987)
- Distretto di Polizia – serie TV, episodio 5x20 (2005) - nel ruolo di se stesso

### Regista e sceneggiatore
- L'amico del cuore (1998)
- Amore a prima vista (1999)
- A ruota libera (2000)
- Volesse il cielo! (2002)
- Ho visto le stelle! (2003)
- Cose da pazzi (2005)
- SMS - Sotto mentite spoglie (2007)
- No problem (2008)
- ...E fuori nevica (2014)
- Se mi lasci non vale (2016)
- Una festa esagerata (2018)
- Con tutto il cuore (2021)

### Sceneggiatore
- Muzungu, regia di Massimo Martelli (1999)
- Baciato dalla fortuna, regia di Paolo Costella (2011)

### Doppiatore
- Giuseppe in Opopomoz
- Toady in Cicogne in missione

## Teatro
- 1976: Ballata e morte di un capitano del popolo
- 1978: Il cilindro
- 1978: Quei figuri di tanti anni fa
- 1979: Il sindaco del rione Sanità
- 1981: Il contratto
- 1986: La tempesta (anche regista)
- 1988: Don Giovanni (anche regista)
- 1990: Sogni, bisogni, incubi e risvegli (anche regista)
- 1991: A chi figli, a chi figliastri (anche regista)
- 1993: La gente vuole ridere (anche regista)
- 1993: Passerotti o pipistrelli? (anche regista)
- 1994: Fatti unici per atti comici (anche regista)
- 1995: ...e fuori nevica (anche regista)
- 1996: Io & Lui (anche regista)
- 1996: Fiori di ictus (anche regista)
- 1996: Lo strano caso di Felice C. (anche regista)
- 1997: Premiata pasticceria Bellavista (anche regista)
- 1999: Di mamma ce n'è una sola (anche regista)
- 2001: Sogni e bisogni (anche regista)
- 2001: Faccio a pezzi il teatro! (anche regista)
- 2002: L'amico del cuore (anche regista)
- 2003: Cose da pazzi! (anche regista)
- 2004: La gente vuole ridere (anche regista)
- 2005: La gente vuole ridere... ancora! (anche regista)
- 2005: 'E femmene (solo regista)
- 2006: Bello di papà (anche regista)
- 2010: L'astice al veleno (anche regista)
- 2012: Il diavolo custode (anche regista)
- 2014: Sogni e bisogni, incubi e risvegli (anche regista)
- 2014: L'amico del cuore (solo regista)
- 2016: Una festa esagerata (anche regista)
- 2016: Bello di papà (solo regia)
- 2018/2019: Con tutto il cuore (anche regista)
- 2021/2022/2023: Napoletano? E famme 'na pizza! (anche regista)
- 2023-in corso: Natale in casa Cupiello (anche regista)
- 2025-in corso: Ogni promessa è debito (anche regista)

## Programmi televisivi
- Famiglia Salemme Show (Rai 1, 2006)
- Ballando con le stelle (Rai 1, 2006) - concorrente
- Da Nord a Sud... e ho detto tutto! (Rai 1, 2009)
- Miss Italia (LA7, 2016) - giurato
- Tale e quale show (Rai 1, 2018-2020) - giurato
- Tale e quale show - Il torneo (Rai 1, 2018-2020) - giurato; conduttore 2ª puntata[15] (2020)
- Tali e quali (Rai 1, 2019) - giurato
- Salemme - Il bello...della diretta! (Rai 2, 2019)
- Napoletano? E famme 'na pizza! (Rai 2, 2023)
- Natale in casa Cupiello (Rai 1, 2024)

## Opere
- ...e fuori nevica, con Nicola Pafundi, 1ª ed., Milano, Pafpo, 1997, ISBN 88-86571-09-7.
- Premiata pasticceria Bellavista, Palermo, Sellerio, 1999, ISBN 88-389-1489-3.
- ...e fuori nevica, con Nicola Pafundi, 2ª ed., Palermo, Sellerio, 1999, ISBN 88-389-1541-5.
- Sogni e bisogni... incubi e risvegli, Milano, Mondadori, 2002, ISBN 88-04-49410-7.
- L'amico del cuore. Commedia in due atti, Palermo, Sellerio, 2003, ISBN 88-389-1758-2.
- La bomba di Maradona, Milano, Baldini+Castoldi, 2018, ISBN 978-88-9388-122-7.
- Napoletano? E famme 'na pizza! Guida ironica per sfuggire ai luoghi comuni partenopei, collana Le boe, Milano, Baldini+Castoldi, 2020, ISBN 978-88-9388-277-4.

## Riconoscimenti
- Premio Flaiano sezione teatro[16]
  - 2014 – Premio all'interpretazione per Il diavolo custode
- TIM Music Awards
  - 2022 – Premio SIAE
- Nastro d'argento
  - 1999 – Candidatura come miglior regista esordiente - per il film L'amico del cuore (film 1998)
  - 2004– Candidatura come migliore canzone 'E femmene - per il film Ho visto le stelle!